# 오미촌 (히로시마현)
오미촌(일본어: 大見村)은 일본 히로시마현 세라군에 있던 촌이다. 현재의 미요시시, 세라정의 일부에 해당한다. 히로시마현 최대의 폭설지대였다